# HMS Victorious (1895)
HMS Victorious foi um couraçado pré-dreadnought operado pela Marinha Real Britânica e a quarta embarcação da Classe Majestic. Sua construção começou em maio de 1894 no Estaleiro Real de Chatham e foi lançado ao mar em outubro de 1895, sendo comissionado na frota britânica em novembro do ano seguinte. Era armado com uma bateria principal composta por quatro canhões de 305 milímetros montados em duas torres de artilharia duplas, tinha um deslocamento carregado de mais de dezesseis mil toneladas e alcançava uma velocidade máxima de dezesseis nós.
O Victorious teve um início de carreira tranquilo, servindo seus primeiros anos principalmente na Frota do Mediterrâneo, interrompido por um período no Sudeste Asiático. Retornou para casa em 1903 e passou os anos seguintes na Frota do Canal, Frota do Atlântico e Frota Doméstica. A Primeira Guerra Mundial começou em 1914 e o couraçado inicialmente serviu em deveres de guarda e patrulha, mas foi tirado de serviço em 1915 e convertido no ano seguinte em um navio de reparos. O Victorious serviu como tal até ser tirado de serviço em março de 1920 e desmontado em 1923.

## Características

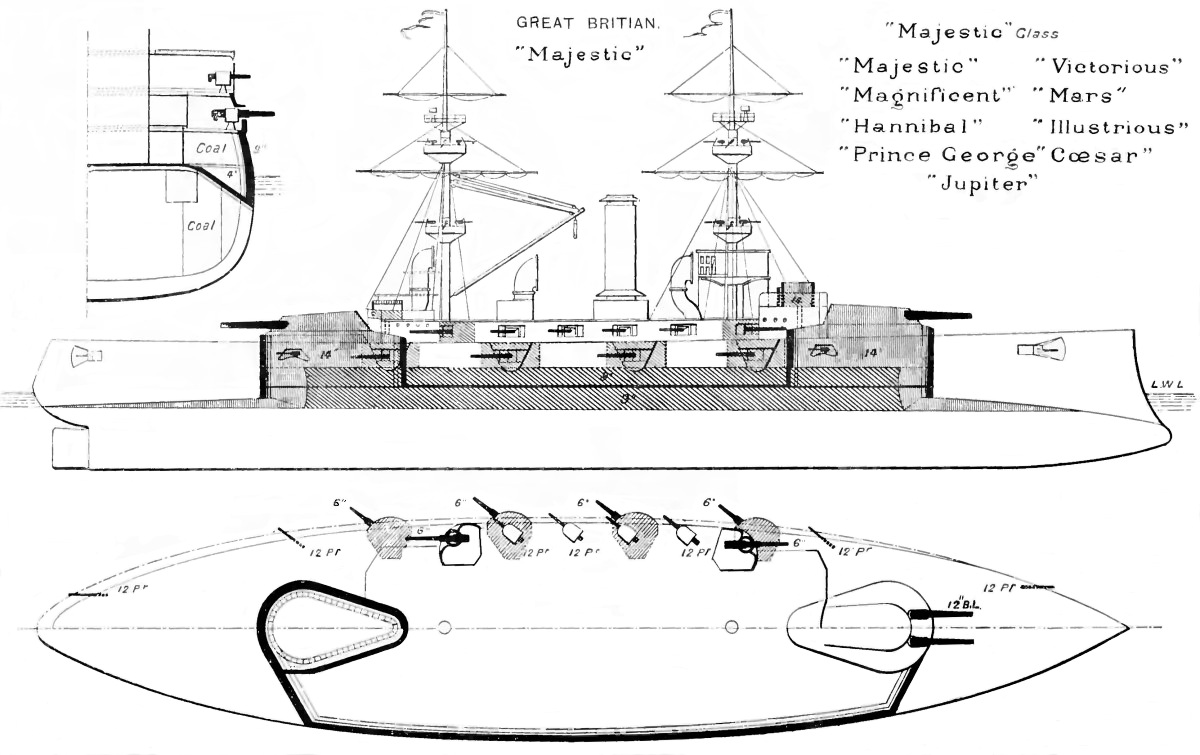
Desenho da Classe Majestic

O Victorious tinha 128,3 metros de comprimento de fora a fora, boca de 22,8 metros e calado de 8,2 metros. Seu deslocamento carregado de 16 320 toneladas. Seu sistema de propulsão era composto por oito caldeiras de tubos d'água cilíndricas a carvão que alimentavam dois motores de tripla expansão com três cilindros, cada um girando uma hélice. As caldeiras foram substituídas entre 1907 e 1908 por modelos que queimavam óleo combustível. Os motores tinham uma potência indicada de 10,2 mil cavalos-vapor (7,5 mil quilowatts) para uma velocidade máxima de dezesseis nós (trinta quilômetros por hora). A tripulação era formada por 672 oficiais e marinheiros.
O armamento principal consistia em quatro canhões Marco VIII calibre 35 de 305 milímetros montados em duas torres de artilharia, uma à vante e outra à ré. As torres ficavam sobre barbetas em formato de pêssego. O armamento secundário tinha doze canhões calibre 40 de 152 milímetros montados em casamatas em dois conveses à meia-nau. Também tinha dezesseis canhões de 76 milímetros e doze canhões de 47 milímetros para defesa contra barcos torpedeiros. Por fim, foi equipado com cinco tubos de torpedo de 450 milímetros, quatro dos quais ficavam submersos no casco e o último em um lançador no convés. O cinturão principal de blindagem era feito de aço Harvey e tinha 229 milímetros de espessura. As barbetas eram protegidas por 356 milímetros, mesma espessura das laterais da torre de comando. As anteparas tinha de 305 a 356 milímetros, enquanto o convés tinha entre 64 e 102 milímetros.

## Carreira

### Tempos de paz
O batimento de quilha do Victorious ocorreu em 28 de maio de 1894 no Estaleiro Real de Chatham e foi lançado ao mar em 19 de outubro de 1895, sendo comissionado na Marinha Real Britânica em 4 de novembro de 1896. Foi inicialmente designado para a Frota de Reserva, mas em 8 de junho de 1897 foi designado para a Frota do Mediterrâneo. Antes de partir participou em 26 de junho de uma revista naval em celebração do jubileu de diamante da rainha Vitória. Prosseguiu para o Mar Mediterrâneo, onde substituiu o ironclad HMS Anson. Foi destacado em fevereiro de 1898 para serviço no Sudeste Asiático. Encalhou enquanto entrava em Porto Said em 16 de fevereiro, no caminho para a China. Vários rebocadores tentaram libertá-lo, mas fracassaram; foi necessário que dragas movessem os sedimentos ao redor do casco para soltá-lo, o que ocorreu no dia 18.

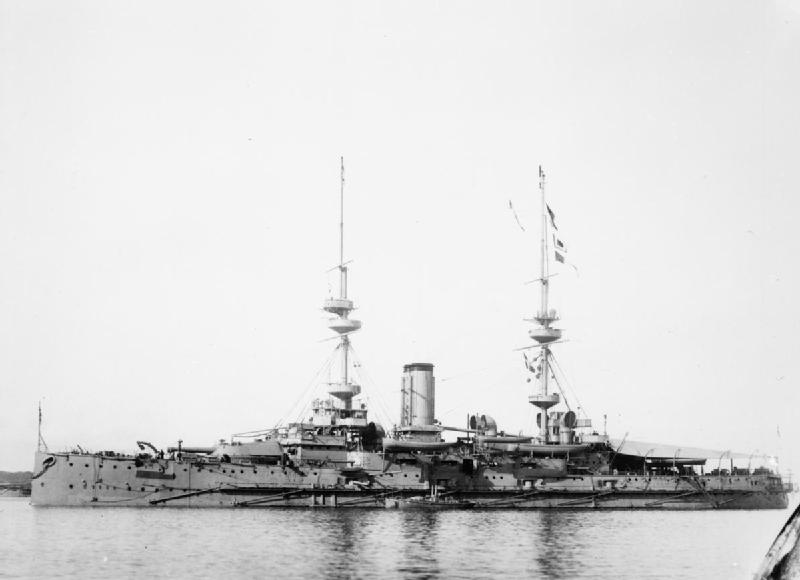
O Victorious em 1903

Voltou para o Mediterrâneo em 1900 e passou por manutenção em Malta. Participou entre o final de setembro e início de outubro de 1902 de manobras próximas de Cefalônia e Moreia, na Grécia. Voltou para casa e foi tirado de serviço em 8 de agosto de 1903, passando por manutenção até fevereiro de 1904. O Victorious foi recomissionado em 2 de fevereiro para servir de capitânia do segundo em comando da Frota do Canal. Colidiu com o barco torpedeiro HMS TB 113 em Hamoaze em 14 de julho de 1904, ficando levemente danificado. A frota da Marinha Real foi reorganizada em 1º de janeiro de 1905 e a Frota do Canal de transformou na Frota do Atlântico.
Seu serviço na Frota do Atlântico terminou em 31 de dezembro de 1906 quando foi descomissionado. Foi recomissionado no dia seguinte para servir na Divisão de Nore da recém criada Frota Doméstica. Passou por reformas em Chatham em 1908, em que suas caldeiras foram convertidas para queimarem óleo combustível e sistemas de rádio e controle de disparo para a bateria principal foram instalados. Foi comissionado na reserva em março de 1909 com uma tripulação mínima. Foi transferido para a Divisão de Devonport em janeiro de 1911, enquanto em maio de 1912 foi para a 3ª Frota. Colidiu com seu irmão HMS Majestic sob neblina em 14 de julho de 1912, com sua sacada da popa sendo danificada.  Passou por uma pequena manutenção em Chatham a partir de dezembro de 1913.

### Primeira Guerra
A Marinha Real começou uma mobilização preventiva em julho de 1914 à medida que uma guerra parecia iminente, com o Victorious e seus irmãos HMS Magnificent, HMS Mars e HMS Hannibal sendo colocados na 9ª Esquadra de Batalha no dia 27, ficando baseados em Humber. A formação foi desfeita em 7 de agosto depois do início da Primeira Guerra Mundial, mas o Victorious permaneceu no local para atuar como navio de guarda. Foi transferido em dezembro para o rio Tyne. Foi descomissionado em 4 de janeiro de 1915 por ser considerado muito velho e pouco eficaz, ficando inativo no Tyne de fevereiro a setembro. Durante este período seus canhões principais foram removidos para equiparem os novos monitores HMS Prince Rupert e HMS General Wolfe. Entre setembro de 1915 e fevereiro de 1916 foi convertido em um navio de reparos pela Palmers Shipbuilding.
Foi recomissionado em 22 de fevereiro de 1916 e substituiu o navio mercante convertido HMS Caribbean, que tinha sido perdido em setembro, como o navio de reparos da Grande Frota em Scapa Flow. O Victorious desempenhou essa função até março de 1920, quando foi renomeado para Indus II e transferido para Devonport para serviço no Estabelecimento Indus. Chegou no local em 28 de março e foi descomissionado para aguardar reformas. Entretanto, estes planos foram cancelados e, em vez disso, foi iniciada reformas para convertê-lo em um depósito flutuante. Esta conversão também foi cancelada em abril de 1922 e o navio colocado na lista de descarte. Foi vendido para desmontagem em 19 de dezembro, mas isto foi cancelado em 1º de março de 1923. Foi vendido de novo em 9 de abril e rebocador para Dover, onde foi desmontado.